# 難波桂芳
難波 桂芳（なんば けいほう、1914年（大正3年）9月24日 - 2009年（平成21年）12月28日）は、昭和から平成時代の安全工学者。専門は化学安全工学、燃料工学、反応化学。

## 経歴・人物
1940年（昭和15年）3月、東京帝国大学工学部火薬学科を卒業後、海軍火薬廠を経て，1942年（昭和17年）11月、東京帝国大学第一工学部火薬学科助教授、1963年（昭和38年）6月、同大学教授となり火薬学第二講座（製造火薬学）を担当。ほか燃料工学第二講座（高速燃料学）､反応化学第二講座（反応性物質化学）を担任した。1975年（昭和50年）4月1日、定年退官、東京大学名誉教授の称号を受ける。
学術分野ではほかに、日本学術会議安全工学研究連絡委員会、安全工学協会（現・安全工学会）、工業火薬協会（現・火薬学会）、日本化学会、日本火災学会などで会長、副会長、理事、評議員などを歴任する。安全工学協会については、その設立に関わり、副会長（1984年―1986年）および会長（1986年―1994年）を務めた。ほか、1982年（昭和57年）安全・防災に関わる有識者の意見交換を目的とした災害事例情報研究会を設立した。
防災行政にも貢献し、外務省軍縮委員会、総理府産業災害防止対策審議会、消防庁消防審議会およびコンビナート防災診断委員会、東京消防庁火災予防審議会や危険物取扱主任者試験委員会、労働省科学顧問、通商産業省高圧ガス及び火薬類保安審議会、文部省学術審議会学術用語分科会、危険物等取扱審議委員会（日本道路公団､首都高速道路公団）、化成品等輸送調査会や化成品等輸送技術委員会（日本国有鉄道）、日本化学工業協会安全表彰委員会、セコム科学技術振興財団選考委員会などで委員長、委員を務めた。さらに、市民防災研究所理事、損害保険料率算出機構災害科学研究会委員長および顧問、災害情報センター理事長、災害事例研究会代表を務めた。
上記功績を評され1987年（昭和62年）11月3日、勲三等旭日中綬章を授与された。
2009年12月28日、肺炎のため死去。